# Physoglenes
Genre
Physoglenes est un genre d'araignées aranéomorphes de la famille des Physoglenidae.

## Distribution
Les espèces de ce genre sont endémiques du Chili.

## Liste des espèces
Selon World Spider Catalog (version 16.0, 07/03/2015) :
- Physoglenes chepu Platnick, 1990
- Physoglenes lagos Platnick, 1990
- Physoglenes puyehue Platnick, 1990
- Physoglenes vivesi Simon, 1904

## Publication originale
- Simon, 1904 : Étude sur les arachnides du Chili recueillis en 1900, 1901 et 1902, par MM. C. Porter, Dr Delfin, Barcey Wilson et Edwards. Annales de la Société entomologique de Belgique, vol. 48, p. 83-114 (texte intégral).